# رونالد نیم
رونالد نیم (انگلیسی: Ronald Neame؛ ۲۳ آوریل ۱۹۱۱ – ۱۶ ژوئن ۲۰۱۰) یک کارگردان، فیلم‌نامه‌نویس، مدیر فیلم‌برداری، و تهیه‌کننده اهل بریتانیا بود. وی بین سال‌های ۱۹۳۹ تا ۱۹۹۱ میلادی فعالیت می‌کرد.